# Kazimierz Braun

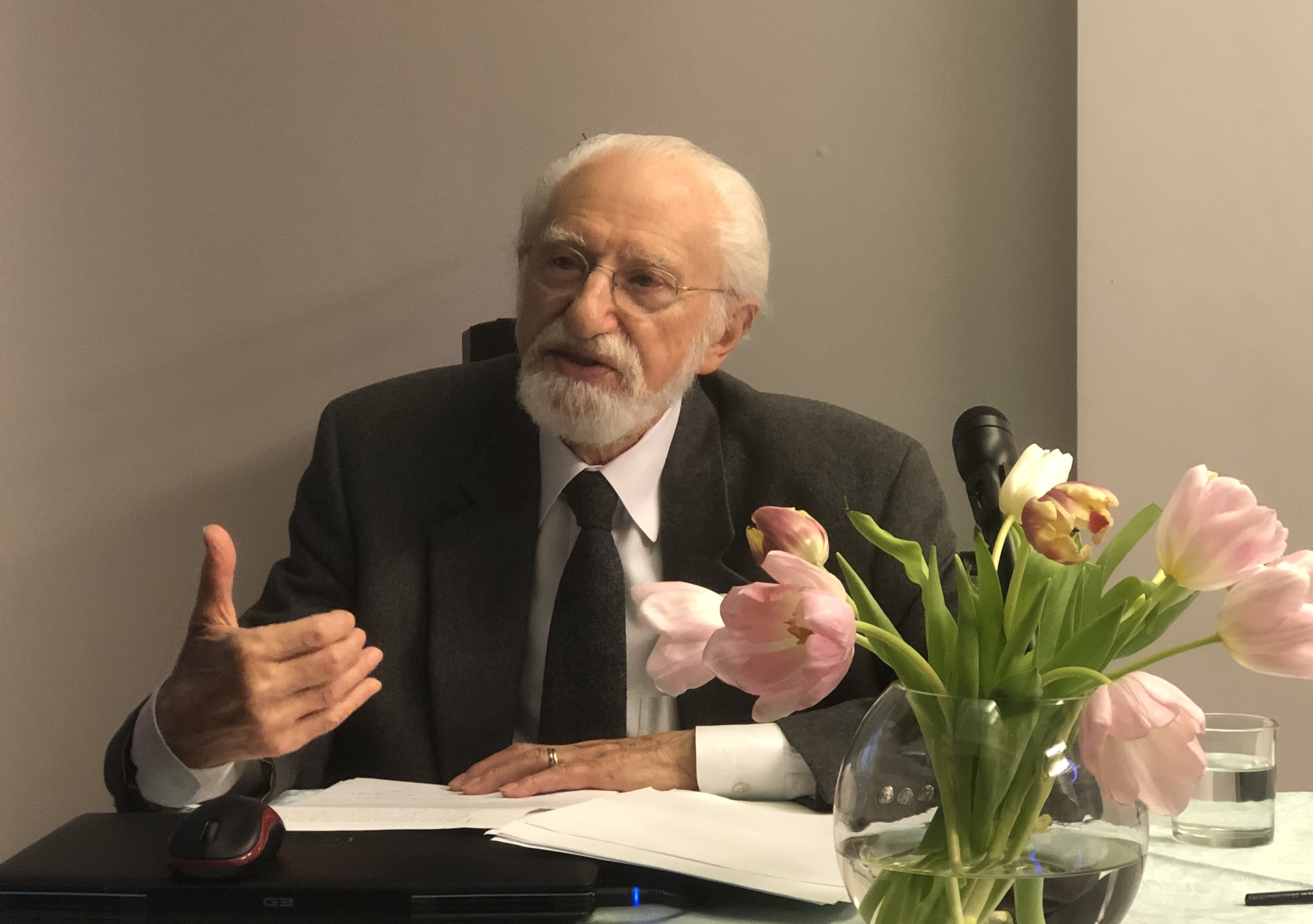
Kazimierz Braun, 2024

Kazimierz Braun (* 29. Juni 1936 in Mokrsko Dolne bei Wieluń) ist ein polnischer Theaterregisseur, -wissenschaftler und -pädagoge. Als Schriftsteller ist er Träger mehrerer Literaturpreise.

## Leben
Brauns Vater war der Jurist, Geograph und Hochschulrektor Juliusz Braun, der sich als ein Pionier an polnischen Universitäten mit Umweltschutz beschäftigte. Er hatte an den Kriegen 1920 und 1939 als Freiwilliger teilgenommen und sich danach im katholisch geprägten Widerstand gegen die deutsche Besatzung engagiert. Während des Stalinismus in der VR Polen war er im Zuge der Repressionen gegen bürgerliche Kreise zeitweise interniert.
Kazimierz Braun studierte bis 1958 an der Philologischen Fakultät der Adam-Mickiewicz-Universität Posen und erhielt 1962 ein Diplom des Staatlichen Theaterinstituts Warschau. Er debütierte 1963 als Regisseur am Danziger Teatrz Wybrzeże mit Sławomir Mrożeks Stücken Strip-Tease, Karola und Na pełnym morzu. Er arbeitete in den Folgejahren an Theatern in Łódź, Lublin und Toruń und leitete das Teatrz Wybrzeże. Von 1967 bis 1972 war er künstlerischer Leiter, danach bis 1974 auch Generaldirektor des Juliusz-Osterwa-Theaters in Lublin, danach künstlerischer Leiter und Direktor des Wrocławski Teatr Współczesny. Nachdem er hier 1984 Albert Camus’ Die Pest auf die Bühne gebracht hatte, wurde er von den staatlichen Behörden entlassen und emigrierte 1985 in die USA.
In den USA unterrichtete er an mehreren Universitäten, u. a. an der University at Buffalo, der University of Connecticut und der University of Notre Dame und setzte seine Tätigkeit als Theaterregisseur fort. Im Mittelpunkt seines Interesses standen dabei die Stücke von Cyprian Kamil Norwid und Tadeusz Różewicz. Seit den 1990er Jahren arbeitet er auch wieder in Polen, so inszenierte er 2002 in Posen David Mamets Oleanna, 2006 Roman Brandstaetters Upadek kamiennego domu in Tarnow und sein eigenes Stück Promieniowanie über die letzten Tage im Leben der Marie Curie. Außerdem verfasste Braun zahlreiche Bücher über die Geschichte und Theorie des Theaters und das neue Theater.

## Privates
Der rechtsextreme polnische Politiker Grzegorz Braun ist sein Sohn, die Töchter Monika und Justyna sind Schauspielerinnen.

## Schriften (Auswahl)
- Notatki reżysera (1970)
- Cypriana Norwida teatr bez teatru (1971)
- Teatr wspólnoty (1972)
- Nowy teatr na świecie 1960–1970 (1975)
- Druga reforma teatru? Szkice (1979)
- Przestrzeń teatralna (1982)
- Wielka reforma teatru w Europie: Ludzie – Idee  Zdarzenia (1984)
- Nadmiar teatru (1984)
- Języki teatru (1989)
- Teatr polski (1939–1989): Obszary wolności – Obszary zniewolenia (1994)
- Kieszonkowa historia teatru na świecie (2000)
- Kieszonkowa historia teatru polskiego (2003)
- Krótka historia teatru amerykańskiego (2005)